# Ézsiás István
Ézsiás István (Vinár, 1943. augusztus 17. –) magyar festő, szobrász.

## Élete
Ézsiás István bányász és Csete Rozália MÁV alkalmazott gyermekeként született.
1954-ben Szegedről Pápára került, 1962-ben érettségizett a pápai Türr István Gimnáziumban. 1958 és 1968 között a Pápai Képzőművész Körhöz tartozott. Itt először Kégliné Kalmár Annánál majd Hénel Gusztávnál tanult rajzolni. Ezt követően A. Tóth Sándor Képzőművész Körébe járt, ahol a XX. századi képzőművészet különféle irányzataival ismerkedett meg. Szinte minden szabadidejét itt töltötte. Ekkortájt az Elekthermaxban dolgozott. A Nemzeti Múzeum pályázatot hirdetett restaurátori tanfolyamra, valamint egy múzeum gyakornoki állást, amite elnyert, s ennek révén a pápai városi múzeumhoz került. Tóth Sándor ajánlására jutottam be a Veszprém megyei múzeumigazgatáshoz, majd a Magyar Képzőművészeti Főiskolára is felvették, ahol 1974-ben diplomázott.
1974-től több külföldi tanulmányúton is járt, többek között Olaszországban, Franciaországban, Németországban, Hollandiában, Romániában, Szlovákiában és az USA-ban. 1965-től a Veszprém Megyei Múzeumi Igazgatóságnál dolgozott, 1980-tól mint a Veszprémi Petőfi Színház reklámgrafikusa tevékenykedett. 1981-től a veszprémi Ifjúsági Park kiállítás-menedzseri tisztét töltötte be, 1986-tól 1998-ig győri Petőfi Sándor Városi Művelődési Központ, a Fekete-Fehér Galéria és a Műcsarnok vezetője volt. 1990 és 1998 között vezette a Győri Nemzetközi Művésztelepet.
A Nemzetközi MADI művészcsoportnak, a FIDEM-nek, a MAOE-nek, a Magyar Képzőművészek és Iparművészek Szövetségének és a Magyar Szobrász Társaságnak a tagja. Részt vett számos magyarországi szimpózium és művésztelep megszervezésében és vezetésében: Bakonyi Faszobrász Művésztelep (Hubertlak), Ajka Alumínium Szimpózium, Tokaji Művésztelep, Zalaegerszegi Nemzetközi Művésztelep, Győri Nemzetközi Művésztelep. 1965–től 1985-ig a Veszprémi Múzeum restaurátora volt és egyúttal a veszprémi Fiatal Művészek Stúdiójának tagja. 1990–től 1998-ig a Győri Műcsarnok, a PSVMK Art Galéria és a Győri Nemzetközi Acélszobrász Művésztelep, majd 1999-től az általa alapított Kőkapui Nemzetközi Művésztelep és a Művészeti Műhely Kőkapu Alapítvány vezetője. 1997-ben Győrben hozta létre a Nemzetközi Művésztelep Szoborparkját, 2003-ban Kőkapun az Európa-szoborparkot.
Fő alkotói helyszínei előbb Pápa, Veszprém, Győr, majd 1998-tól Budapest. 1965 óta szerepel műveivel kiállításokon, 1979-től rendszeresen részt vesz a Soproni Érembiennálén és a Pécsi Kisplasztikai Biennálén. Művészi pályafutása hajnalán a festészettel foglalkozott, az 1970-es években rendszeresen részt vett a győri, tokaji, encsi és gönci művésztelepeken. Nagy hatással voltak rá Fajó János és Csiky Tibor művészetfelfogása, azonban az Amerigo Tot mellett eltöltött néhány hónap után döntött úgy, hogy a szobrászattal kezd foglalkozni.
Művészetszervezőként is tevékenykedik, számtalan kiállítást szervezett, 2003-ban a Párizsi Magyar Intézetben a magyar-francia érem és kisplasztika kiállítás kurátora és rendezője volt. 2006-ban Veszprémben az „Európa Szoborpark” Nemzetközi Állandó Szabadtéri Kiállítás kurátora és létrehozója, ahol 8 ország 70 művészének alkotása tekinthető meg.
Rendszeresen részt vesz a hazai és nemzetközi kiállításokon, Magyarországon 36 egyéni kiállítása volt. 100-nál több kollektív kiállításainak száma. Köztéri szobrai többek között Győrben, Sopron, Hajdúszoboszló, Szombathely, Pápán és Tatabányán is megtalálhatók stb.
Mesterei A. Tóth Sándor, Amerigo Tot (Róma) és Csiky Tibor voltak.

## Családja
Nős, felesége Muha Mária gépészmérnök, kulturális menedzser. Gyermekei: Judit (1968), Gergely (1972) építészmérnök.

## Díjak, elismerések
- 1970: Őszi Tárlat nívódíja, Veszprém;
- 1974: miniszteri kitüntetés, kiállításrendezésért;
- 1990: Győri Nemzetközi Alkotótelep díja;
- 1994: Győr kultúrájáért ezüstérem;
- 1996: a Magyar Képzőművészek és Iparművészek Szövetsége díja;
- 1998: Nemzeti Kulturális Alap díja; Győr város jubileumi ezüstérme; Veszprém megye aranyérme; Veszprém város ezüstérme; Kulturális Minisztérium díja.

## Egyéni kiállítások
- 1973 • Bakony Múzeum, Veszprém
- 1974 • G. Capodimonte, Nápoly
- 1977 • Magyar Nemzeti Galéria, Budapest
- 1979 • Eötvös Károly Galéria, Veszprém
- 1980 • Megyei Művelődési Központ Galéria, Veszprém • Budapesti Műszaki Egyetem, Budapest
- 1981 • Fiatal Művészek Stúdiója Galéria, Veszprém
- 1983 • Várkastély Galéria, Pápa
- 1984 • Jósa András Múzeum, Nyíregyháza
- 1985 • Bakony Művek Galéria, Veszprém
- 1986 • Balaton Galéria, Balatonfüred
- 1987 • Kékfestő Múzeum, Pápa
- 1988 • R. Galéria, Budapest
- 1989 • Városi Galéria, Győr
- 1990 • Borsos Múzeum, Győr
- 1991 • Kastélypark, Ménfőcsanak
- 1992 • Wilhelm Lehmbruck Museum, Duisburg
- 1993 • Szombathelyi Képtár, Szombathely • Wangelo, Amsterdam
- 1994 • Novohradske M., Losonc (SZL); Német Nagykövetség, Budapest; Claude Dorval Galerie, Párizs
- 1995 • Somogyi Galéria, Pápa
- 1998 • Muzeul de Arta, Brasov (Brassó, Románia); Bank Center Galéria, Budapest; Nemzetközi Modern Múzeum, Hajdúszoboszló; Művészeti Múzeum, Győr; Parti Galéria, Pécs; Művészetek Háza, Veszprém; Napóleon Ház, Győr
- 1999 • Magyar Tudományos Akadémia Székháza, Budapest
- 2002 • Kortárs Alkotók Stúdiója, Budapest
- 2003 • Laczkó Dezső Múzeum, Veszprém • Kazinczy Ferenc Múzeum, Sátoraljaújhely • Hommage à Kassák, Xantus János Múzeum, Győr • Ökollégium Art Galéria, Budapest
- 2004 • Horvát E. Galéria, Balassagyarmat
- 2008 • Retrospektív kiállítás, Csepel Galéria, Budapest • Bartók 32 Galéria, Budapest • MMK Kassák Galéria, Dunaújváros • Kortárs Magyar Galéria, Dunaszerdahely • Relief à MADI • Szobrászat – tér és vizuális költészet, Városi Művelődési Központ, Veszprém • Tér-Vers-Szobor-Vizuális költészet, K.A.S. Galéria, Budapest
- 2009 • Hommage à Kazinczy, Körmendi Galéria, Budapest • Magyar művészet nemzetközi kontextusban, Keve Galéria, Ráckeve • Nemzetközi Modern Múzeum, Hajdúszoboszló.

## Válogatott csoportos kiállítások
- 1971 • Eötvös Károly Megyei Könyvtár [Kulcsár Ágnessel, Szepsi Szücs Leventével], Veszprém
- 1973 • Bakony Múzeum, Veszprém
- 1977 • Xantus János Múzeum Képtára, Győr
- 1978 • Műcsarnok, Győr
- 1979 • Józsefvárosi Kiállítóterem
- 1980 • Balatoni Galéria [Hegyeshalmi Lászlóval, Németh Ákossal], Balatonfüred
- 1984 • Jósa András Múzeum [Horváth Lászlóval, Nemes Ferenccel], Nyíregyháza
- 1986 • Balaton Galéria, Balatonfüred
- 1989 • Városi Könyvtár [Szelényi Károlylyal], Győr
- 1993 • Art Galéria [László Bandyval, Szlaukó Lászlóval], Győr • Szombathelyi Képtár, Szombathely
- 1994 • Somogyi Galéria, Pápa
- 1995 • Helyzetkép/Magyar szobrászat, Műcsarnok, Budapest.

## Művek közgyűjteményekben
- Arte Contemporanul Brašov, Románia
- Arte-Struktura, Milano, Olaszország
- Iparművészeti Múzeum, Budapest
- Jósa András Múzeum, Nyíregyháza
- Janus Pannonius Múzeum, Pécs
- Kassák Múzeum, Budapest
- Kortárs Művészeti Intézet, Dunaújváros
- Laczkó Dezső Múzeum, Veszprém
- Latin-amerikai Kortárs Művészeti Múzeum, La Plata, Argentína
- Magyar Nemzeti Galéria, Budapest
- Modern Képtár Vass L. Gyűjtemény, Veszprém
- Rippl-Rónai Múzeum, Kaposvár
- Szombathelyi Képtár, Szombathely
- Városi Képtár, Paks
- Xantus János Múzeum, Győr.

## Köztéri művei
- Konstelláció (1980, Győr, szoborpark)
- Hommage à Léger, Kilowatt, Hódolat az építőnek, Konstruktív szobor (1991, Pápa, Színház park)
- Helios (1993, Szombathely, Iseum)
- Térplasztika (1994, Győr, Zeneművészeti Főiskola)
- MADI plasztika (1995, Győr, Nemzetközi Szoborpark-PSVMK, lézervágott acéllemez, 1,4x1,0x0,5m)
- Hommage à Kassák (1996, Hajdúszoboszló, Nemzetközi Modern Múzeum-Park, festett acél, 2,8x1,0x1,2m)
- Hommage á FMS (1997, Veszprém, Művészetek Háza parkja, festett acél, 1,7x0,6x0,7m)
- Konstruktív szobor (1998, Tatabánya, Bányászati Múzeum-park, beton-acél, 1,2x2,3x0,4m)
- Hódolat a kékfestőnek (2001, 6 figurás kompozíció, Pápa, Kékfestő Múzeum, festett acél, m:1,7m)
- Moholy - Nagy emlékére  (2002, Kőkapu, Európa-szoborpark, Károlyi Vadászkastély, festett acél, 0,7x0,6,0,6m)
- Hommage à Rotcsenko (Kőkapu, Európa-szoborpark, Károlyi Vadászkastély, 1,2x1,3x0,9m)
- Emlékplasztika Csiky Tibornak (2004, Olaszliszka, Általános Iskola udvar, festett, lézervágott-hegesztett acél, 2,2x0,7x0,8m).